# Nicola (komes)
Nicola (in bulgaro Никола?, Nicola; prima metà del X secolo – 970 circa) fu un komes (conte) della Bulgaria, di probabile origine armena, conosciuto soprattutto perché capostipite della dinastia dei Cometopuli.

## Contesto storico

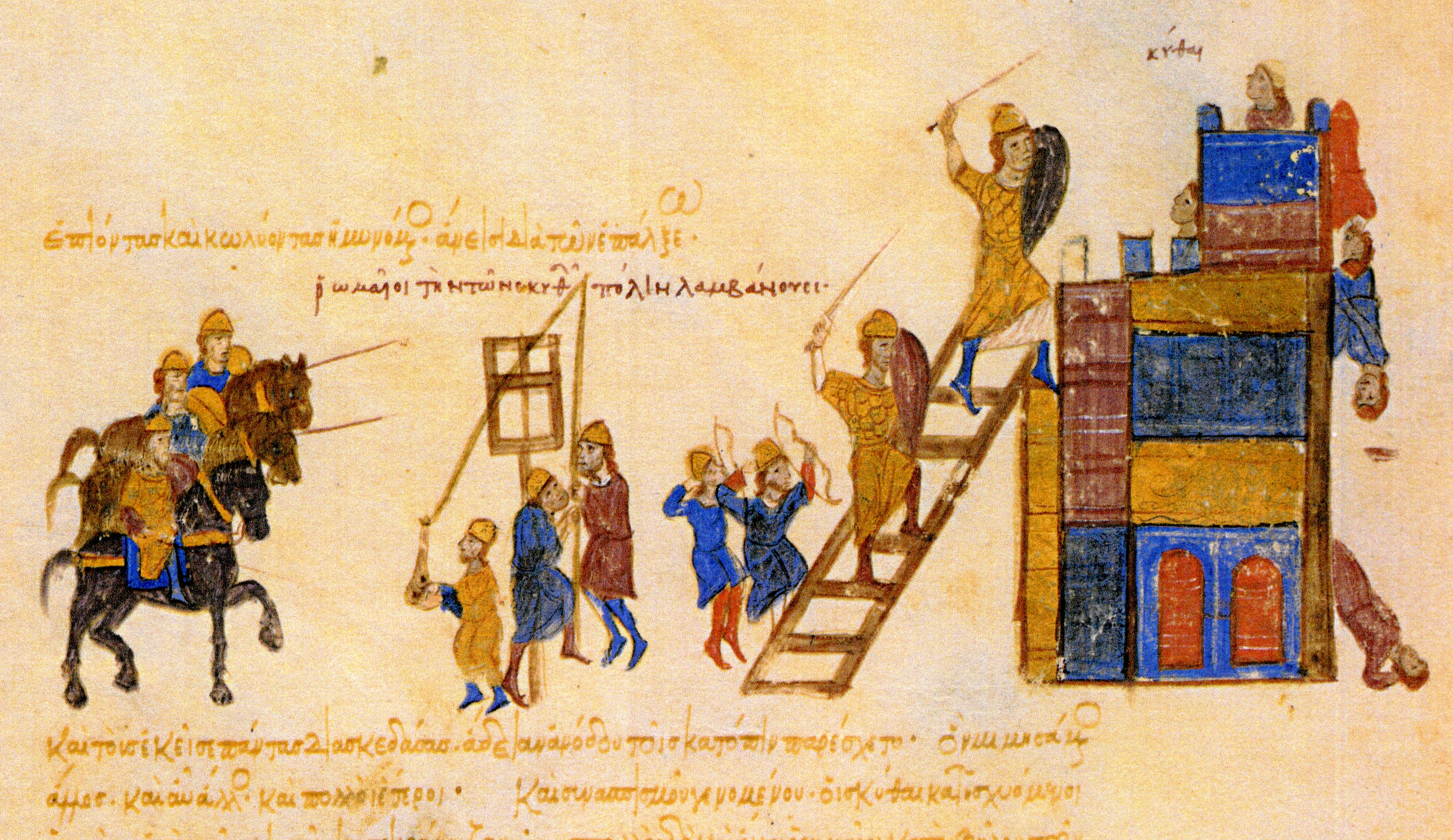
I bizantini assediano Preslav, la capitale della Bulgaria. L'attacco avvenne nell'aprile del 971

Durante il regno dello zar Pietro I (regnante dal 927 al 969), l'Impero bulgaro prosperò grazie a una lunga pace stipulata con Bisanzio e assicurata dal matrimonio del sovrano bulgaro con la principessa bizantina Maria Lecapena. Dopo la morte di quest'ultima nel 963, tuttavia, la situazione tornò ad agitarsi e Pietro I inviò i suoi figli, Boris e Romano, a negoziare un accordo di pace tra la Bulgaria e Bisanzio. Pare che invece, durante l'incontro, i due furono detenuti come ostaggi alla corte romea. Durante questi anni, i romei e i bulgari erano rimasti coinvolti in una guerra a causa dell'invasione di Svjatoslav della Bulgaria. Il principe della Rus' di Kiev Svjatoslav, che invase la Bulgaria a più riprese, fu respinto dai bulgari. Subito dopo lo zar fu colpito da un ictus e decise di farsi monaco, morendo poco più tardi, ovvero nel 969. Poiché i suoi due eredi si trovavano nella capitale bizantina, il trono bulgaro rimase temporaneamente vacante. A Boris fu concesso di tornare in Bulgaria per riottenere il trono dai suoi padri, sedare l'insurrezione dei Cometopuli (di cui si dirà nel paragrafo seguente) e opporsi a Svjatoslav, ma questi ebbe poco successo e dovette probabilmente accettare di divenire un vassallo del rus'. È possibile che Svjatoslav stesse immaginando di espandersi in Bulgaria, una terra che evidente offriva numerose ricchezze, e che egli decise di sfruttare il potenziale militare bulgaro a suo vantaggio contro l'Impero bizantino. Quando i bulgari e i rus' attaccarono Arcadiopoli fianco a fianco, come riferiscono alcune fonti bizantine, l'imperatore romeo Giovanni I Zimisce decise di intervenire. Questi invase senza indugio la Bulgaria, sbaragliò i suoi nemici e, grazie a una brillante e celere campagna militare, conquistò la capitale bulgara di Preslav nell'aprile del 971. Boris II di Bulgaria fu spogliato delle insegne reali durante una cerimonia pubblica svoltasi a Costantinopoli, mentre lui e suo fratello Romano furono fatti prigionieri. La cerimonia del 971 fu eseguita a scopo simbolico per testimoniare la dissoluzione dell'Impero bulgaro; a tale evento fece seguito un provvedimento che scioglieva il patriarcato bulgaro. Malgrado ciò, i bizantini assorbirono soltanto la regione nord-orientale dell'Impero bulgaro, motivo per cui la parte occidentale, in particolare, la Macedonia sfuggì al controllo di Costantinopoli, o comunque de facto preservò una propria autonomia.

## Biografia

### Origini incerte
Secondo il cronista armeno Stefano di Taron, Nicola era originario del distretto di Derjan, una regione dell'Armenia incorporata nell'Impero bizantino e localizzata a ovest della moderna Erzurum, in Turchia. Inviato come altri a combattere i bulgari in Macedonia, paradossalmente finì per unirsi a loro. Occorre tenere presente che nella Bulgaria medievale non aveva alcuna valenza la regione di provenienza, motivo per cui sarebbe stato del tutto normale per un armeno ricoprire una posizione di spicco e riunire a sé un gran numero di slavi contro Bisanzio. Dall'ipotesi secondo cui le sue origini fossero armene si è dissociato lo studioso John Fine, il quale ha affermato che queste speculazioni non possono essere confermate e, pertanto, sono destinate a rimanere niente di più che delle teorie storiografiche. Salvo nuovi sviluppi, sempre a giudizio di John Fine, la provenienza di Nicola e dei suoi discendenti è da ritenersi del tutto incerta.
Nicola sposò Ripsima (o Ripsimia), forse figlia del re Ashot II d'Armenia. Tuttavia, non si ha conoscenza di discendenti avuti da Ashot II e da sua moglie Maria di Artsakh. Nicola e Ripsima ebbero quattro figli, Davide, Mosè, Aronne e Samuele, noti collettivamente come i Cometopuli (dal greco Kometopouloi, letteralmente "figli dei komes", cioè del conte; in armeno կոմսաձագ?, Komsajagk). Essi portavano tutti nomi legati al Vecchio Testamento, una scelta questa motivata dal bisogno di rimarcare la propria distanza con il culto eretico dei bogomili. Secondo lo storico John Fine, ciò comunque non prova che uno dei figli di Nicola possa aver provato interesse per il bogomilismo durante la sua vita.

### Ascesa dei Cometopuli
Nella regione della Macedonia, la famiglia del conte Nicola (forse conte, in greco komes, di Sredets, ovvero la moderna Sofia), e i suoi quattro figli si stavano riorganizzando e intendevano guidare una campagna di riconquista dei territori perduti dall'impero bulgaro. I fattori che favorirono l'ascesa dei Cometopuli vanno ricercati negli stretti legami vantati da Nicola con l'antica corte reale di Preslav. Prima che Boris facesse ritorno in Bulgaria, il trono come detto era rimasto vacante. I figli di Nicola colsero l'occasione per causare, come ritiene la maggioranza degli studiosi, lo scoppio di una rivolta nel 969. Secondo alcuni autori, nello stesso anno in cui Nicola morì, il 970, i «figli del conte», Samuele, Davide, Mosè e Aronne, insorsero contro l'imperatore bizantino Giovanni I Zimisce. È verosimile che quest'ultimo avesse pianificato una campagna contro la Macedonia, come lascerebbero intuire i ricollocamenti forzati della popolazione della Bulgaria orientale in Tracia. Tuttavia, quest'opportunità non si concretizzò mai per Giovanni, che non riuscì mai a scagliare tale assalto in quanto assorto da altre questioni politiche e militari. A seguito della morte prematura dei fratelli, Samuele divenne qualche tempo dopo zar della Bulgaria, governando dal 996 fino alla sua morte, avvenuta nel 1014.

A parte le informazioni sopra menzionate, non si conoscono altre notizie relative a Nicola. Alcuni studiosi ritengono che, anziché esercitare il suo potere su Sredets, Nicola fosse un conte attivo nella moderna Macedonia del Nord. Secondo questa ricostruzione, i possedimenti della famiglia avrebbero potuto trovarsi a settentrione del villaggio di Palatovo, sulla base di quanto dichiara una leggenda e sulla base di quanto si desume da una serie di dati archeologici scoperti nelle vicinanze.
Alcuni studiosi, tra cui lo storico Nicolas Adontz, ha sostenuto che Nicola ebbe soltanto due figli, ovvero Samuele e Davide. Tale versione è considerata verosimile pure dallo storico Ĭordan Ivanov, e bisogna considerare che anche l'iscrizione di Samuele del 992/993, un'epigrafe conservata al museo nazionale archeologico di Sofia, dichiara che Samuele aveva un solo fratello di nome Davide.

## Ascendenza e discendenza
|        |        |        |        |        |        |  |  |      |      |              |              |              |              |              |              | Ashot II d'Armenia            | Ashot II d'Armenia            | Ashot II d'Armenia            | Ashot II d'Armenia            | Ashot II d'Armenia            | Ashot II d'Armenia            |                    |                    |                            |                            |                            |                            | Maria di Artsakh           | Maria di Artsakh           | Maria di Artsakh | Maria di Artsakh | Maria di Artsakh | Maria di Artsakh |  |  |  |  |  |  |  |  |  |  |  |  |  |  |  |  |  |  |  |  |
|        |        |        |        |        |        |  |  |      |      |              |              |              |              |              |              | Ashot II d'Armenia            | Ashot II d'Armenia            | Ashot II d'Armenia            | Ashot II d'Armenia            | Ashot II d'Armenia            | Ashot II d'Armenia            |                    |                    |                            |                            |                            |                            | Maria di Artsakh           | Maria di Artsakh           | Maria di Artsakh | Maria di Artsakh | Maria di Artsakh | Maria di Artsakh |  |  |  |  |  |  |  |  |  |  |  |  |  |  |  |  |  |  |  |  |
|        |        |        |        |        |        |  |  |      |      |              |              |              |              |              |              |                               |                               |                               |                               |                               |                               |                    |                    |                            |                            |                            |                            |                            |                            |                  |                  |                  |                  |  |  |  |  |  |  |  |  |  |  |  |  |  |  |  |  |  |  |  |  |
|        |        |        |        |        |        |  |  |      |      | Conte Nicola | Conte Nicola | Conte Nicola | Conte Nicola | Conte Nicola | Conte Nicola |                               |                               |                               |                               |                               |                               | Ripsimia d'Armenia | Ripsimia d'Armenia | Ripsimia d'Armenia         | Ripsimia d'Armenia         | Ripsimia d'Armenia         | Ripsimia d'Armenia         |                            |                            |                  |                  |                  |                  |  |  |  |  |  |  |  |  |  |  |  |  |  |  |  |  |  |  |  |  |
|        |        |        |        |        |        |  |  |      |      | Conte Nicola | Conte Nicola | Conte Nicola | Conte Nicola | Conte Nicola | Conte Nicola |                               |                               |                               |                               |                               |                               | Ripsimia d'Armenia | Ripsimia d'Armenia | Ripsimia d'Armenia         | Ripsimia d'Armenia         | Ripsimia d'Armenia         | Ripsimia d'Armenia         |                            |                            |                  |                  |                  |                  |  |  |  |  |  |  |  |  |  |  |  |  |  |  |  |  |  |  |  |  |
|        |        |        |        |        |        |  |  |      |      |              |              |              |              |              |              |                               |                               |                               |                               |                               |                               |                    |                    |                            |                            |                            |                            |                            |                            |                  |                  |                  |                  |  |  |  |  |  |  |  |  |  |  |  |  |  |  |  |  |  |  |  |  |
|        |        |        |        |        |        |  |  |      |      |              |              |              |              |              |              |                               |                               |                               |                               |                               |                               |                    |                    |                            |                            |                            |                            |                            |                            |                  |                  |                  |                  |  |  |  |  |  |  |  |  |  |  |  |  |  |  |  |  |  |  |  |  |
| Davide | Davide | Davide | Davide | Davide | Davide |  |  | Mosè | Mosè | Mosè         | Mosè         | Mosè         | Mosè         |              |              | Aronne                        | Aronne                        | Aronne                        | Aronne                        | Aronne                        | Aronne                        |                    |                    | Samuele                    | Samuele                    | Samuele                    | Samuele                    | Samuele                    | Samuele                    |                  |                  |                  |                  |  |  |  |  |  |  |  |  |  |  |  |  |  |  |  |  |  |  |  |  |
| Davide | Davide | Davide | Davide | Davide | Davide |  |  | Mosè | Mosè | Mosè         | Mosè         | Mosè         | Mosè         |              |              | Aronne                        | Aronne                        | Aronne                        | Aronne                        | Aronne                        | Aronne                        |                    |                    | Samuele                    | Samuele                    | Samuele                    | Samuele                    | Samuele                    | Samuele                    |                  |                  |                  |                  |  |  |  |  |  |  |  |  |  |  |  |  |  |  |  |  |  |  |  |  |
|        |        |        |        |        |        |  |  |      |      |              |              |              |              |              |              | Giovanni Ladislao di Bulgaria | Giovanni Ladislao di Bulgaria | Giovanni Ladislao di Bulgaria | Giovanni Ladislao di Bulgaria | Giovanni Ladislao di Bulgaria | Giovanni Ladislao di Bulgaria |                    |                    | Gavril Radomir di Bulgaria | Gavril Radomir di Bulgaria | Gavril Radomir di Bulgaria | Gavril Radomir di Bulgaria | Gavril Radomir di Bulgaria | Gavril Radomir di Bulgaria |                  |                  |                  |                  |  |  |  |  |  |  |  |  |  |  |  |  |  |  |  |  |  |  |  |  |

### Esplicative
1. ↑  Secondo Zlatarski (Zlatarski (1971), pp. 544, 562), i figli di Pietro I furono inviati a Costantinopoli nel 963 come parte degli accordi finalizzati a prolungare la validità dei trattati di pace del 927. Secondo altri storici, tra cui Andreev (Andreev, Lazarov e Pavlov (2012), p. 41), gli eredi al trono bulgaro furono resi ostaggi da un accordo bulgaro-bizantino contro la Rus' di Kiev nel 968.
2. ↑  Giovanni Scilitze riferisce: «Egli [Pietro] morì poco dopo, dopodiché i suoi figli furono rispediti in Bulgaria per assicurare il trono ancestrale e fermare i "figli del conte" Davide, Mosè, Aronne e Samuele, figli di un potente conte in Bulgaria, poiché essi stavano incitando i bulgari alla rivolta» (Wortley (2010), p. 246). Il dibattito ha assunto una grande rilevanza a livello storiografico. Come ha sottolineato Panov (2019), p. 96, nota 17:

«Sebbene la maggior parte degli studiosi balcanici sia d'accordo sul fatto che la ribellione dei Cometopuli sia avvenuta nel 969, essi sono concettualmente divisi sul fatto che essa abbia portato alla costituzione di uno "Stato bulgaro occidentale" indipendente o di uno "Stato macedone". Srdan Pirivatrié, ritenendo verosimile lo scoppio della ribellione nel 969, sostiene che non esistono fonti utili a ricostruirne l'esito finale. Georgij Ostrogorskij è convinto che non si possa parlare di una rivolta dei Cometopuli prima del 976. L'opinione sostenuta da Werner Seibt e Jadran Ferluga è che sembra "probabile, ma difficile da provare, che i Cometopuli siano riusciti a consolidare la propria autorità nella Macedonia occidentale" prima del 976. Paul Stephenson ammette la possibilità che i Cometopuli abbiano agito in modo indipendente dopo il 969, ma non abbiano cercato di estendere la loro autorità fino alla morte di Giovanni Zimisce nel 976. Jonathan Shepard non esclude la possibilità che i Cometopuli abbiano disertato dal servire Bisanzio, fomentando una ribellione subito dopo la morte di Zimisce, "se non addirittura prima". Vasil Gjuzelev ha considerato il periodo 971-976 alla stregua di un "interregno" in Bulgaria, che fu accompagnato dalle azioni dei Cometopuli.»
3. ↑  Adontz (1965), p. 358.
«Essi [i Cometopuli] fanno la loro prima apparizione durante il regno di Cecaumeno, lo stratega di Larissa [...] (980-983)».

### Bibliografiche
1. ↑  Fine (1991), p. 161.
2. ↑  Panov (2019), p. 454.
3. 1 2  Fine (1991), p. 182.
4. ↑  Ostrogorskij (2014), pp. 255-256.
5. 1 2 3  Fine (1991), p. 185.
6. 1 2 3  Ostrogorskij (2014), p. 258.
7. ↑  Fine (1991), p. 186.
8. 1 2  Fine (1991), p. 187.
9. ↑  Ostrogorskij (2014), pp. 258-259.
10. 1 2  (EN) David Marshall, The Bulgarians: From Pagan Times to the Ottoman Conquest, Westview Press, 1976,  p. 76, ISBN 978-08-91-58530-5.
11. 1 2 3  Lilie et al. (2013), Nikolaos (#26038).
12. 1 2  (FR) Stefano Asoghik, L'histoire universelle, a cura di Édouard Dulaurier, Parigi, 1907  [1859],  p. 37.
13. 1 2 3 4 5  Fine (1991), p. 189.
14. 1 2  Tăpkova-Zaimova (2018), p. 74.
15. ↑  Sullivan (1987), pp. 140-142.
16. 1 2 3  Fine (1991), p. 188.
17. 1 2  Blagoeva (1966), pp. 91-94.
18. ↑  Panov (2019), p. 96.
19. ↑  Wortley (2010), pp. 346-347.
20. ↑  Curta (2006), p. 241.
21. ↑  Intervista con Georgi Georgiev, storico di Dupnitsa
22. ↑  Adontz (1965), pp. 347-407.
23. ↑  (BG) Ĭordan Ivanov, Произход su Самуиловия род. в [Origini della famiglia di Samuele], collana Сборник в чест на В. No. Златарски, Sofia, 1925.
24. ↑  Tăpkova-Zaimova (2018), p. 17.
«L'iscrizione recita testualmente: "Nel nome del Padre, del Figlio e dello Spirito Santo. Io, Samuele, servo di Dio, ho scritto su questa croce in memoria di /mio/ padre e /mia/ madre e /mio fratello. Questi sono i nomi dei defunti: Nicola, servo di Dio, /Ripsima e/ Davide. Scritta nell'anno della Creazione 6501 (993 d.C.), sesta indizione".»

### Fonti primarie
- Giovanni Scilitze, John Skylitzes: A Synopsis of Byzantine History, 811–1057, a cura di John Wortley, Cambridge, Cambridge University Press, 2010, ISBN 978-0-521-76705-7.

### Fonti secondarie
- (FR) Nikolaj Adontz, Samuel l'Armenien, Roi des Bulgares, collana Études Arméno-Byzantines, Lisbona, Livraria Bertrand, 1965.
- (BG) Ĭordan Andreev, Ivan Lazarov e Plamen Pavlov, Кой кой е в средновековна България [Chi è Chi nella Bulgaria Medievale], Iztok Zapad, 2012, ISBN 978-619-152-012-1.
- (BG) B. Blagoeva, Исторически преглед [Rassegna storica], collana За произхода на цар Самуил [Circa l'origine del re Samuele], 2ª ed., 1966.
- (EN) Florin Curta, Southeastern Europe in the Middle Ages, 500-1250, Cambridge, Cambridge University Press, 2006, ISBN 978-0-511-81563-8.
- (EN) John Van Antwerp Jr. Fine, The Early Medieval Balkans: A Critical Survey from the Sixth to the Late Twelfth Century, Ann Arbor, University of Michigan Press, 1991, ISBN 0-472-08149-7.
- (DE) Ralph-Johannes Lilie, Claudia Ludwig, Beate Zielke e Thomas Pratsch, Prosopographie der mittelbyzantinischen Zeit Online. Berlin-Brandenburgische Akademie der Wissenschaften. Nach Vorarbeiten F. Winkelmanns erstellt, Berlino e Boston, Walter de Gruyter, 2013, DOI:10.1515/pmbz.
- Georgij Ostrogorskij, Storia dell'Impero bizantino, traduzione di Piero Leone, Torino, Einaudi, 2014, ISBN 978-88-06-22416-5.
- (EN) Mitko B. Panov, The Blinded State: Historiographic Debates about Samuel Cometopoulos and His State (10th-11th Century), BRILL, 2019, ISBN 978-90-04-39429-2.
- (EN) Denis F. Sullivan, The life of St Nikon, Hellenic College Press, 1987, ISBN 0917653297.
- (EN) Vasilka Tăpkova-Zaimova, Bulgarians by Birth: The Comitopuls, Emperor Samuel and their Successors, BRILL, 2018, ISBN 978-90-04-35299-5.
- (BG) Vasil Zlatarski, История на българската държава през Средните векове [Storia dello stato bulgaro nel Medioevo], II, Sofia, Nauka i izkustvo, 1971  [1927].